# 徳島県道198号阿波土柱線
徳島県道198号阿波土柱線（とくしまけんどう198ごう あわどちゅうせん）は、徳島県阿波市を通る一般県道である。

## 概要
阿波の土柱付近から途中、徳島自動車道の上を通り、徳島県道139号船戸切幡上板線に向かって通っている。

### 路線データ
- 起点：阿波市阿波町桜ノ岡
- 終点：阿波市阿波町桜ノ岡（徳島県道139号船戸切幡上板線交点）
- 距離：0.865 km[1]

## 歴史
- 1959年（昭和34年）1月31日 - 徳島県道73号阿波土柱線として認定。
- 1972年（昭和47年）3月10日 - 現在の徳島県道198号として再認定。

## 地理

### 通過する自治体
- 徳島県
  - 阿波市

### 交差する道路
| 交差する道路                | 交差する場所 | 交差する場所 |
| --------------------------- | ------------ | ------------ |
| 徳島県道139号船戸切幡上板線 | 阿波町桜ノ岡 | 終点         |

### 沿線
- 阿波の土柱
- 土柱ランド
- E32 徳島自動車道 阿波PA